# الحزب التقدمي للشعب العامل
الحزب التقدمى للشعب العامل (Ανορθωτικό Κόμμα Εργαζόμενου Λαού) هو حزب سياسي شيوعي في قبرص.
تأسس الحزب في عام 1926.
أمين عام الحزب هو ديميتريس خريستوفياس.
ينشر الحزب Haravghi.
المنظمة الشبابية للحزب هي EDON.
في الانتخابات البرلمانية لعام 2006 حصل الحزب على 131 066 صوت (31.1%, 18 مقعد).
للحزب مقعدان في البرلمان الأوروبي.

## مواقع خارجية
- www.akel.org.cy